# Liste der Kulturdenkmale in Bietigheim-Bissingen
In der Liste der Kulturdenkmale in Bietigheim-Bissingen sind, soweit bekannt, unbewegliche Bau- und Kunstdenkmale der Stadt Bietigheim-Bissingen in Baden-Württemberg aufgelistet.

## Gesamtanlage „Altstadt Bietigheim“
| Bild | Bezeichnung         | Lage                          | Datierung | Beschreibung | ID |
| ---- | ------------------- | ----------------------------- | --------- | --- | -- |
|      | Altstadt Bietigheim | Bietigheim, Stadtkern (Karte) |           | Das Gebiet der Gesamtanlage umfasst den Altstadtkern von Bietigheim mit Resten der Stadtbefestigung, dem ehemaligen Schloss, Rathaus, Stadtkirche, dem Hornmoldhaus und dem unverbauten südlichem Ortsrand nördlich der Metter. Die Verordnung zur „Altstadt Bietigheim“ stammt von 1982, ein Denkmalpflegerischer Werteplan zur Gesamtanlage von 2008. Geschützt nach § 19 DSchG | BW |

## Einzeldenkmale und Sachgesamtheiten

### Einzeldenkmale und Sachgesamtheiten im Bereich der Gesamtanlage „Altstadt Bietigheim“
| Bild           | Bezeichnung                     | Lage       | Datierung | Beschreibung | ID |
| -------------- | ------------------------------- | ---------- | --------- | --- | -- |
| Weitere Bilder | Sachgesamtheit Stadtbefestigung | Bietigheim | 1364      | Stadtmauer mit allen oberirdischen und im Boden befindlichen Teilen samt Graben bzw. Hangbereich; nach der Stadtgründung 1364 zunächst als Lehmmauer angelegt, bis zum 15. Jahrhundert mit vier Toren und Türmen massiv ausgebaut, im 16. Jahrhundert verstärkt, ab 1824 bis etwa 1840 Türme und Tore bis auf Unteres Tor und Pulverturm weitgehend abgetragen, die Stadtmauer insbesondere im Nordwesten für das Baugebiet Neuweiler aufgelöst; erhalten im Norden entlang der Schieringerbrunnenstraße bis zum Pulverturm (siehe Fräuleinstraße 22/1) und weiter bis zum Unteren Tor (siehe Hauptstraße 17), im Süden im Bereich „Hexenwegle“, Farbstraße und Zwingerstraße teils mit Zwingermauer und Turmresten (siehe Hauptstraße 45, Marktplatz 7 und 8), im Westen an der Graben- und Turmstraße, im Norden hinter den Gärten des Turmplatzes. Die Reste der mittelalterlichen Stadtbefestigung, teils mit anschaulich erhaltenem Zwinger, haben hohen dokumentarischen Wert für die Entwicklung der Stadt und insbesondere im Süden auch hohe Bedeutung für die Stadtansicht. Geschützt nach § 12 DSchG |    |

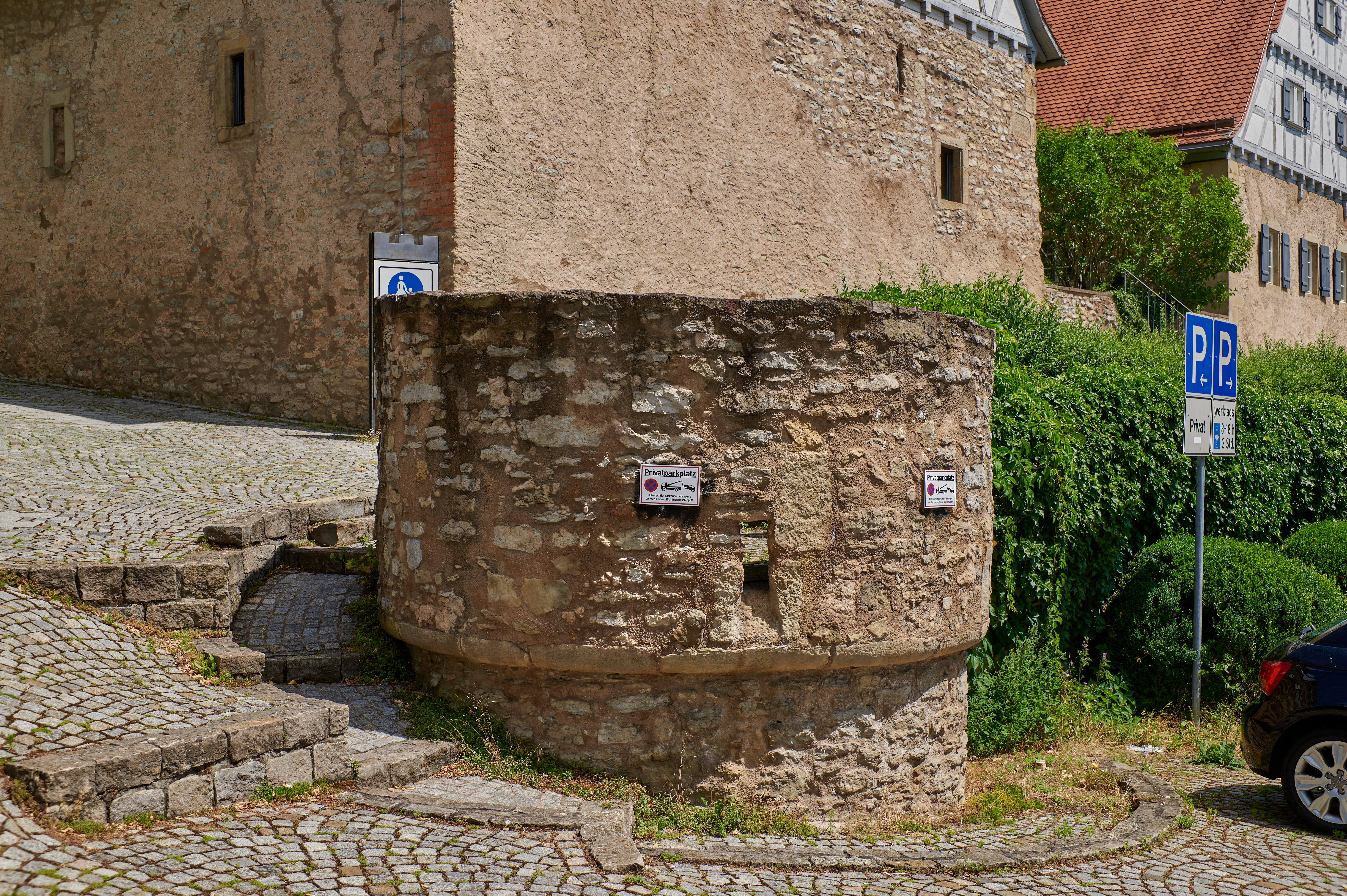
Turmrest beim Schloss
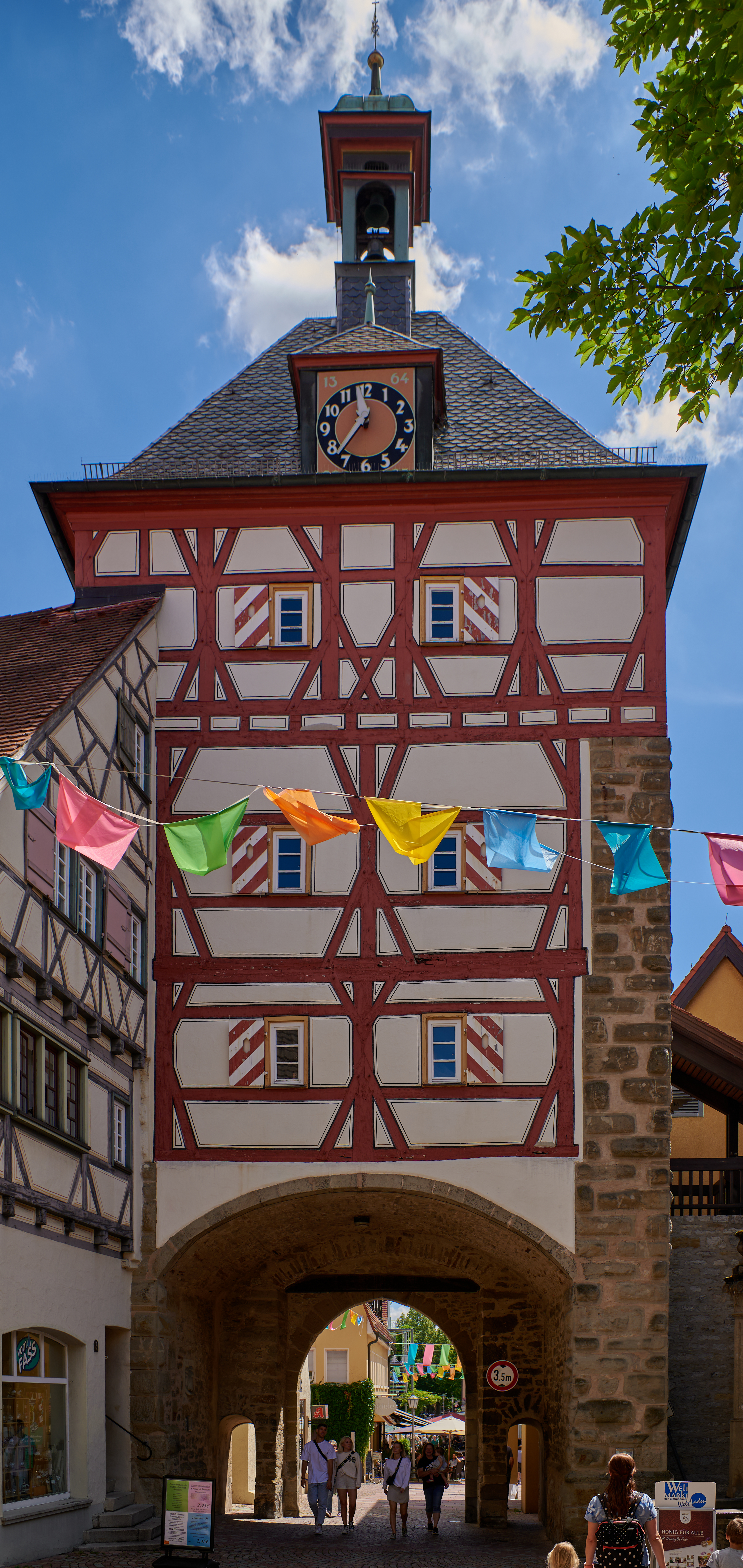
Unteres Tor Stadtseite

| Bild           | Bezeichnung | Lage                                                              | Datierung                                                       | Beschreibung | ID |
| -------------- | --- | ----------------------------------------------------------------- | --------------------------------------------------------------- | --- | -- |
| Weitere Bilder | Weingärtnerhaus                                                                                                | Bietigheim, Bei der Kelter 3 (Karte)                              | 1609                                                            | Zweigeschossiges Fachwerkhaus Geschützt nach § 2 DSchG |    |
| Weitere Bilder | Wohnhaus mit Stadtmauer                                                                                        | Bietigheim, Bei der Kelter 4 (Karte)                              | 1603 (Gebäude), 14./15. Jahrhundert (Stadtmauer)                | Dreigeschossiges, traufständiges Fachwerkhaus mit Satteldach. In der rückwärtigen Wand ist die Stadtmauer mit Teilen des Wehrgangs integriert. Geschützt nach § 2 DSchG |    |
| Weitere Bilder | Wohnhaus mit Stadtmauer                                                                                        | Bietigheim, Bei der Kelter 5 (Karte)                              | 17. Jahrhundert oder älter                                      | Zweigeschossiges Fachwerkhaus mit Satteldach. Geschützt nach § 2 DSchG |    |
| Weitere Bilder | Wohnhaus | Bietigheim, Bei der Kelter 9 (Karte)                              | 17./18. Jahrhundert                                             | Dreigeschossiges Fachwerkhaus in Ecklage aus dem 17./18. Jahrhundert. Geschützt nach § 2 DSchG |    |
| Weitere Bilder | Gaststätte Burghof                                                                                             | Bietigheim, Bei der Kelter 12 (Karte)                             | 1. Hälfte 16. Jahrhundert                                       | Verputztes Fachwerkhaus mit drei Geschossen im Kern aus dem 16. Jahrhundert. Geschützt nach § 2 DSchG |    |
| Weitere Bilder | Herrschaftlicher Kelter, Veranstaltungsraum                                                                    | Bietigheim, Bei der Kelter 13 (Karte)                             | nach Inschriftenstein 1762                                      | Verputzter Massivbau mit Walmdach. Im westlichen Teil des Bauwerks wurden Fundamente des 1542 eingestürzten Bergfrieds der Bietigheimer Burg nachgewiesen. Geschützt nach § 2 DSchG |    |
| Weitere Bilder | Wohnhaus | Bietigheim, Bei der Kelter 14 (Karte)                             | Bezeichnung von 1715 am Kellerportal                            | Dreigeschossiges Fachwerkhaus mit massivem Erdgeschoss. Geschützt nach § 2 DSchG |    |
| Weitere Bilder | Wohnhaus | Bietigheim, Farbstraße 11 (Karte)                                 | 18. Jahrhundert                                                 | Verputze Fachwerkscheune mit Oberlicht über der Toreinfahrt und Wohnteil mit Treppenzugang. Geschützt nach § 2 DSchG |    |
| Weitere Bilder | Fräuleinsbrunnen                                                                                               | Bietigheim, Fräuleinstraße, Ecke Hauptstraße (Karte)              | 1557/1964                                                       | Brunnen in Form einer Säule mit einem achteckigen Becken. 1557 anstelle eines Vorgängerbrunnens errichtet. Heute weitgehend aus Zement mit den Originalobjekten im Stadtmuseum. Geschützt nach § 28 DSchG |    |
| Weitere Bilder | Wohn- und Geschäftshaus                                                                                        | Bietigheim, Fräuleinstraße 2 (Karte)                              | um 1820                                                         | Dreigeschossiges Wohnhaus mit Ladeneinbau im Erdgeschoss. Geschützt nach § 2 DSchG |    |
| Weitere Bilder | Wohn- und Gasthaus                                                                                             | Bietigheim, Fräuleinstraße 10 (Karte)                             | 1803 bezeichnet, im Kern 16./17. Jahrhundert                    | Fachwerkbau mit zwei Geschossen und Satteldach. Geschützt nach § 2 DSchG |    |
| Weitere Bilder | Wohn- und Geschäftshaus                                                                                        | Bietigheim, Fräuleinstraße 13 (Karte)                             | 2. Hälfte 17. Jahrhundert                                       | Dreigeschossiges Fachwerkgebäude mit massivem Erdgeschoss und Satteldach. Geschützt nach § 28 DSchG |    |
| Weitere Bilder | Backhaus | Bietigheim, Fräuleinstraße 15 (Karte)                             | 1830, die integrierten Reste der Stadtmauer 14./15. Jahrhundert | Massives Backhaus mit hohem Schornstein mit zwei Backöfen und einer Dörreinrichtung. Geschützt nach § 2 DSchG |    |
| Weitere Bilder | Wohn- und Geschäftshaus                                                                                        | Bietigheim, Fräuleinstraße 22 (Karte)                             | 1897 bezeichnet, im Kern wohl 17. Jahrhundert                   | Verputztes Fachwerkhaus mit drei Geschossen. Geschützt nach § 2 DSchG |    |
| Weitere Bilder | Pulverturm (Beckenmüllersturm)                                                                                 | Bietigheim, Fräuleinstraße 22/1 (Karte)                           | 16. Jahrhundert                                                 | Letzter erhaltener Stadtturm am Nordosteck der ehemaligen Stadtbefestigung. Geschützt nach § 12 DSchG |    |
| Weitere Bilder | Wohn- und Geschäftshaus                                                                                        | Bietigheim, Hauptstraße 14 (Karte)                                | im Kern 15./16. Jahrhundert                                     | Zweigeschossiges Fachwerkgebäude direkt an das Untere Tor angebaut. Reste der im Gebäude integrierten Stadtmauer aus dem 14./15. Jahrhundert. Geschützt nach § 2 DSchG |    |
| Weitere Bilder | Unteres Tor | Bietigheim, Hauptstraße 17 (Karte)                                | Ende 14. Jahrhundert                                            | Torturm mit Durchfahrt. Wohl mit Steinen des Burgfrieds erbaut und um 1500 erhöht. Geschützt nach § 12 DSchG |    |
| Weitere Bilder | Unterer Torbrunnen (Fischerbrunnen, Fuhrmannsbrunnen)                                                          | Bietigheim, Hauptstraße (Beim Unteren Tor) (Karte)                | 1782                                                            | Klassizistischer Säulenbrunnen mit rechteckigem Brunnenkasten. Stand bis 1966 an der Außenseite des Tores. Geschützt nach § 2 DSchG |    |
| Weitere Bilder | Zunfthaus der Nagelschmiede, Wohn- und Geschäftshaus                                                           | Bietigheim, Hauptstraße 18 (Karte)                                | bezeichnet 1583                                                 | Dreigeschossiges Fachwerkgebäude mit Zeichen der Nagelschmiede. Geschützt nach § 2 DSchG |    |
| Weitere Bilder | Wohn- und Geschäftshaus                                                                                        | Bietigheim, Hauptstraße 34 (Karte)                                | im Kern um 1500                                                 | Fachwerkhaus mit zwei Geschossen. Geschützt nach § 2 DSchG |    |
| Weitere Bilder | „Neuer Bau“, Geschäfts- und Mehrfamilienwohnhaus                                                               | Bietigheim, Hauptstraße 36, 40, 42 und 44 (Karte)                 | 1831                                                            | Dreigeschossiger Hauskomplex 1831 als „Neuer Bau“ anstelle abgebrannter Fachwerkhäuser errichtet. Geschützt nach § 2 DSchG |    |
| Weitere Bilder | Turmstumpf („Hexentürmle“)                                                                                     | Bietigheim, Hauptstraße 45 (Karte)                                | bezeichnet 1587, im Kern wohl spätmittelalterlich               | Der rechteckige Rest eines Stadtturms als Teil der Sachgesamtheit Stadtbefestigung. Geschützt nach § 12 DSchG |    |
| Weitere Bilder | Wohn- und Geschäftshaus                                                                                        | Bietigheim, Hauptstraße 47 (Karte)                                | 1537/1538                                                       | Fachwerkhaus mit zwei Geschossen. Einst Wohnhaus des Malers und Radierers Conrad Rotenburger. Geschützt nach § 2 DSchG |    |
| Weitere Bilder | Alte Stadtapotheke, Wohn- und Geschäftshaus                                                                    | Bietigheim, Hauptstraße 51 (Karte)                                | bezeichnet 1581 und 1584                                        | Verputztes Fachwerkhaus mit drei Geschossen, welches ab 1705 als Apotheke genutzt wurde. An Nordwestecke des steinernen EG zwei Hausmarken: Wappenschilder mit Initialen des Kaufmanns H[ans] H[artmann], einem Merkurflügel (Handelssymbol) und Datierungen 1581 bzw. 1584. Die in der Hausmarke erkennbare „4“ gilt als Zeichen der Handelsleute. Profilierter Zierkrüppelwalm mit Muschel und Kopf eines Putto als Giebelabschluss. Im 18. Jahrhundert Wohngeschosse umgebaut und verputzt. Geschützt nach § 2 DSchG |    |
| Weitere Bilder | Mutmaßliche Kellerscheune des alten Rathauses, Scheune der alten Stadtapotheke                                 | Bietigheim, Hauptstraße 51/1 (Karte)                              | angeblich um 1500/19. Jahrhundert                               | Größtenteils massive Scheune angeblich um 1500 als Keller erbaut, ansonsten 19. Jahrhundert. Die Stadtmauer ist im östlichen Teil des Gebäudes integriert. Geschützt nach § 2 DSchG |    |
| Weitere Bilder | Gasthaus mit ehemaliger Scheune und Zwischenbau                                                                | Bietigheim, Hauptstraße 54 (Karte)                                | im Kern um 1600                                                 | Dreigeschossiges, verputztes Fachwerkgebäude mit massivem Erdgeschoss, welches im Kern um 1600 datiert. Geschützt nach § 2 DSchG |    |
| Weitere Bilder | Wohnhaus und Galerie                                                                                           | Bietigheim, Hauptstraße 56 (Karte)                                | im Kern um 1600                                                 | Zweigeschossiges, verputztes Fachwerkhaus mit massivem Erdgeschoss, welches im Kern um 1600 datiert. Geschützt nach § 2 DSchG |    |
| Weitere Bilder | Hornmoldhaus, Hofanlage mit Galerietrakt und Sommerhaus (Stadtmuseum)                                          | Bietigheim, Hauptstraße 57 (Karte)                                | 1535/36                                                         | Dreigeschossiges Fachwerkhaus mit massivem Erdgeschoss mit integrierter Stadtmauer. Dazugehörig das rückwärtig errichtete sogenannte Sommerhaus mit zwei Geschossen von 1556. Geschützt nach § 28 DSchG |    |
| Weitere Bilder | Nördlingerhaus (Wohnhaus)                                                                                      | Bietigheim, Hauptstraße 58 (Karte)                                | im Kern 1587                                                    | Verputztes Fachwerkgebäude mit zwei Geschossen. Erdgeschoss in massiver Bauweise errichtet, aber durch Ladeneinbau überformt. Bis zum Dreißigjährigen Krieg durch die zur „Ehrbarkeit“ zählende Familie Nördlinger bewohnt. Geschützt nach § 28 DSchG |    |
| Weitere Bilder | Bürgermeisterwohnhaus, Sitz des geistlichen Verwalters, Diakonat, städtische Galerie (Wohn- und Geschäftshaus) | Bietigheim, Hauptstraße 60 (Karte)                                | im Kern 2. Hälfte 16. Jahrhundert                               | Zweigeschossiges Bauwerk mit verputztem Fachwerk und massivem Erdgeschoss. Geschützt nach § 2 DSchG |    |
| Weitere Bilder | Alte Lateinschule, städtisches Amtshaus                                                                        | Bietigheim, Hauptstraße 61 und Hauptstraße 63 (Karte)             | 1475/76 und 1568                                                | Gebäudekomplex aus zwei dreigeschossigen Fachwerkgebäuden, Hausnummer 61 mit 1568 bezeichnet, Hausnummer 63 in den Jahren 1475/76 durch die Herren von Nippenburg errichtet. Diente als städtische Lateinschule. Zusammen dann bis 1953 als Schule genutzt. Teile der Stadtbefestigung integriert. Geschützt nach § 2 DSchG |    |
| Weitere Bilder | Wohn- und Geschäftshaus mit ehemaliger Scheune („Stadtbau“, Haus des Stadtmüllers, Städtische Galerie)         | Bietigheim, Hauptstraße 62 und 64 (Karte)                         | im Kern frühe Neuzeit, 1769 bezeichnet                          | Verputztes Gebäude mit dreieinhalb Geschossen in Massiv- und Fachwerkbauweise. Geschützt nach § 2 DSchG |    |
| Weitere Bilder | Beginenhaus, Wohnhaus mit Gastronomie                                                                          | Bietigheim, Hauptstraße 68 (Karte)                                | spätmittelalterlicher Kern                                      | Zweigeschossige Gebäude mit integrierter Stadtmauer. Bis 1543 von Beginen genutzt, später Wohnhaus des Stadtschreibers. Geschützt nach § 2 DSchG |    |
| Weitere Bilder | Sitz des Vogtes, Württembergisches Amtsschloss, Finanzamt, Kulturhaus der Stadt                                | Bietigheim, Hauptstraße 79, Hauptstraße 81 und 81/1, 81/2 (Karte) | frühneuzeitlicher Kern                                          | Dreiflügelige Anlage die im Kern auf die Frühe Neuzeit zurückgeht. Reste der Stadtmauer integriert. Ab 1506 vom Sitz des Vogtes entwickelt und 1542 zum Amtsschloss ausgebaut. Geschützt nach § 28 DSchG |    |

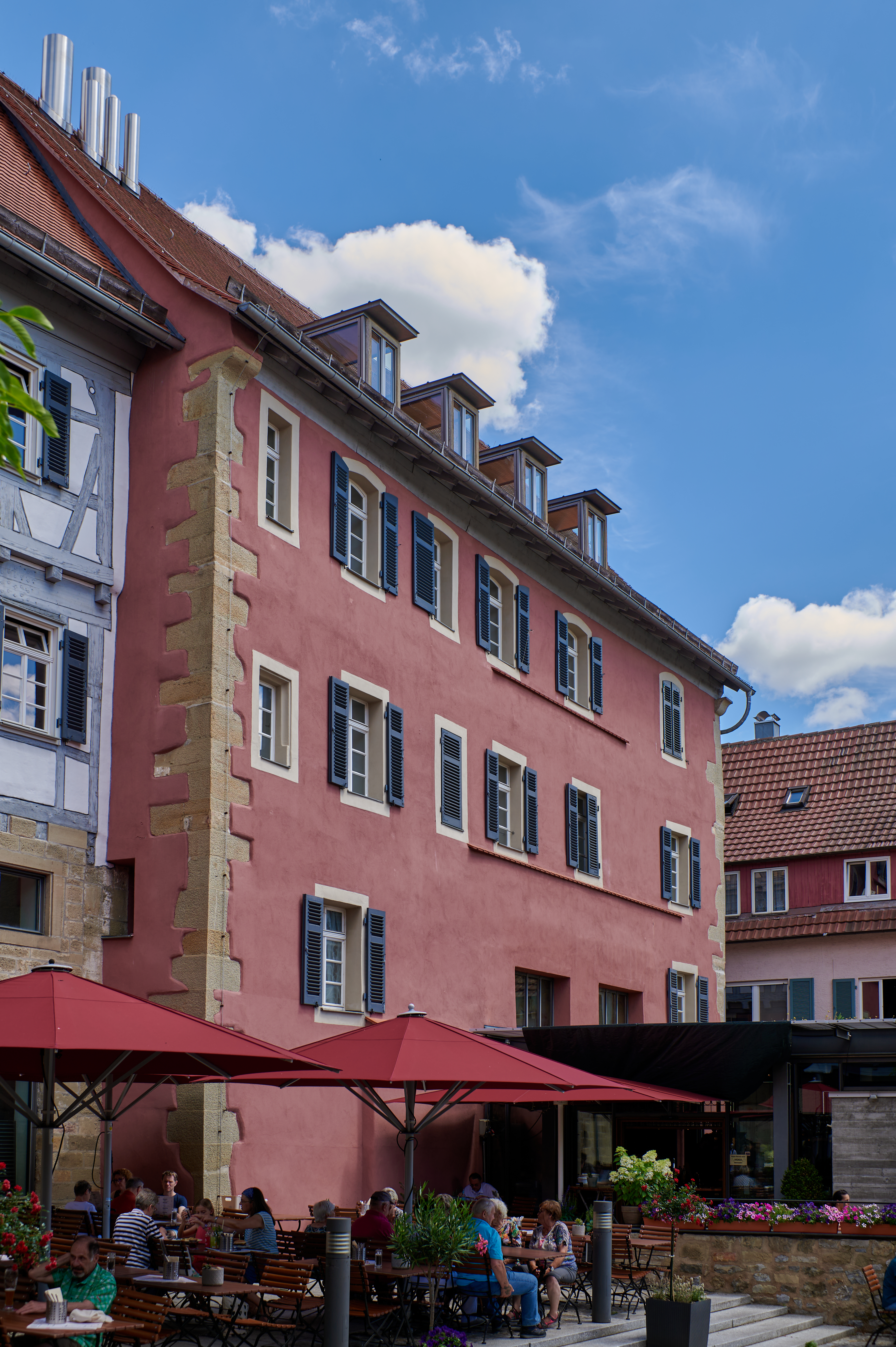
Schloss, Hauptstraße 79
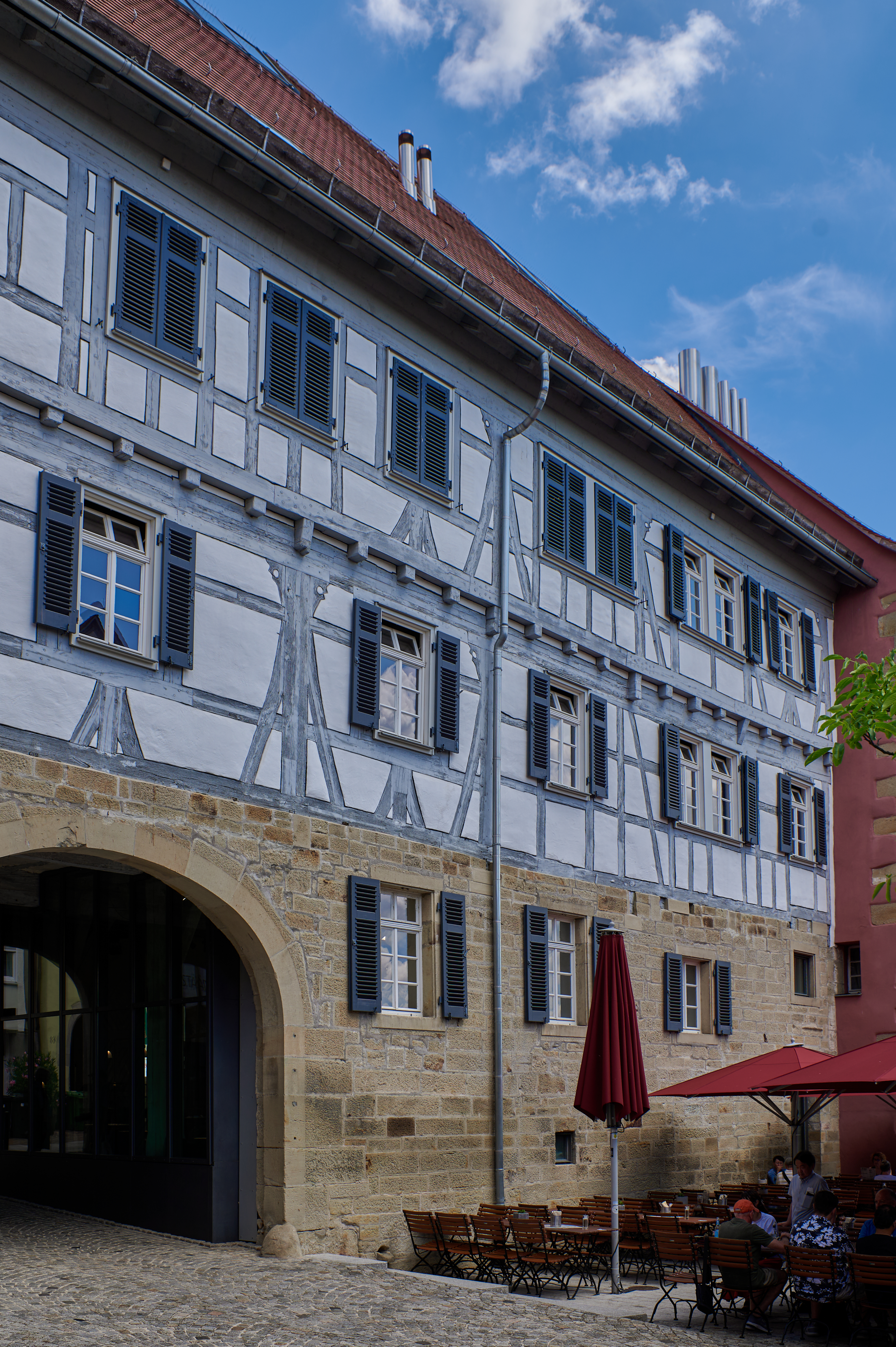
Schloss, Hauptstraße 81
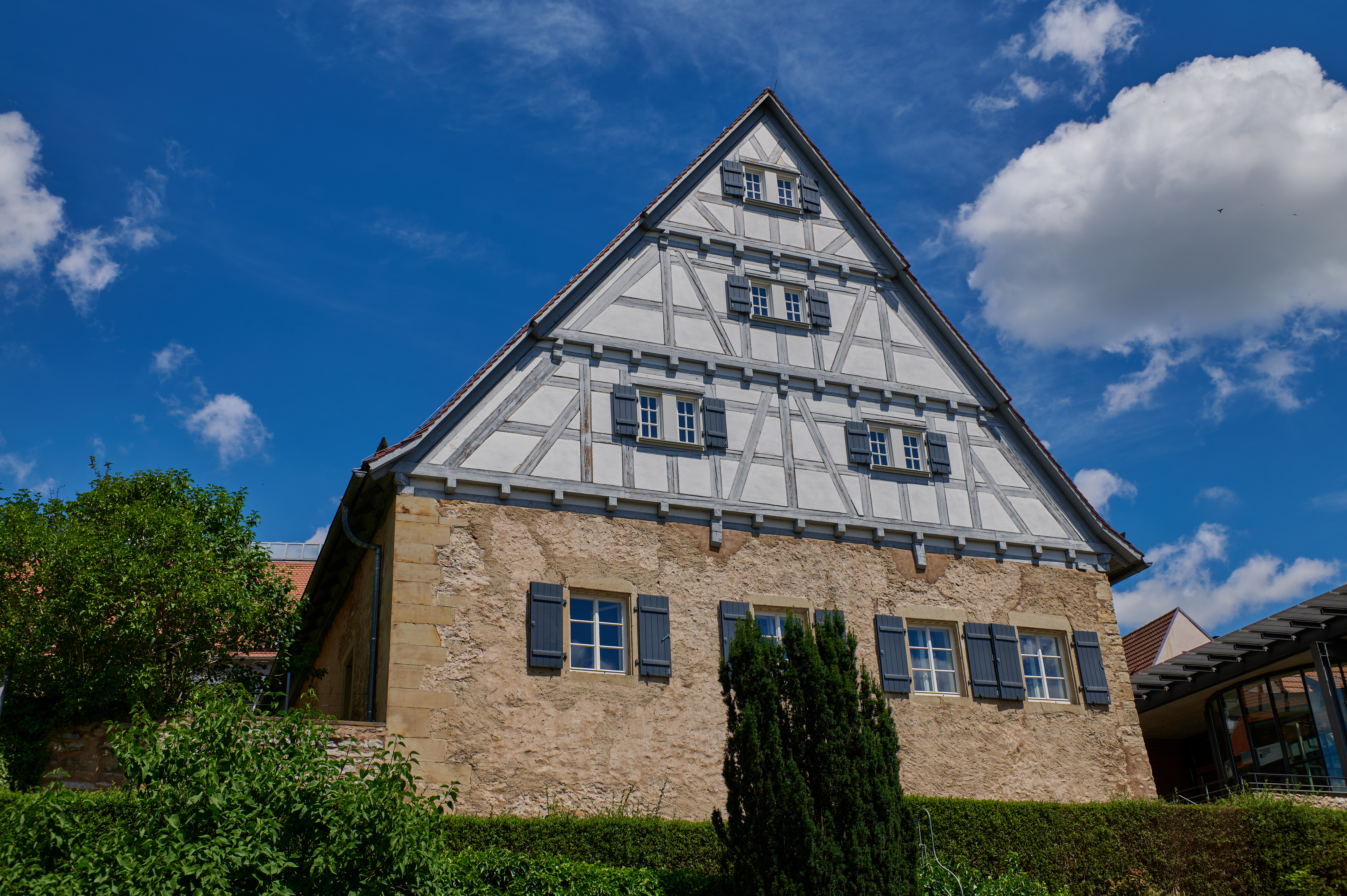
Schloss, Hauptstraße 81/1
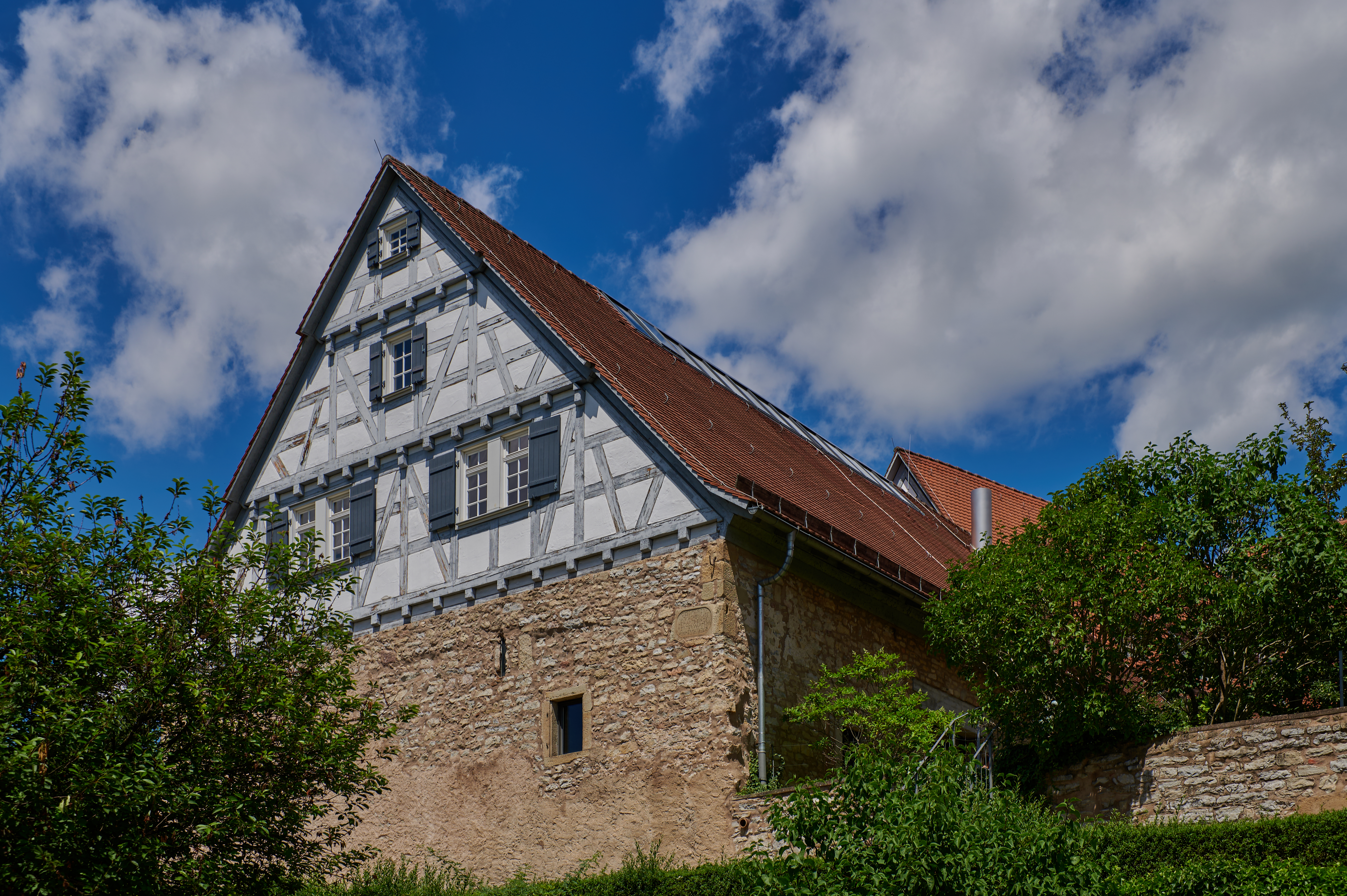
Schloss, Hauptstraße 81/2

| Bild           | Bezeichnung                                                                                        | Lage                                                                             | Datierung                                         | Beschreibung | ID |
| -------------- | -------------------------------------------------------------------------------------------------- | -------------------------------------------------------------------------------- | ------------------------------------------------- | --- | -- |
|                | Villa                                                                                              | Bietigheim, Hillerplatz 1 (Karte)                                                | 1897                                              | Ville mit zwei Geschossen aus gelblichem Backstein. Geschützt nach § 2 DSchG |    |
| Weitere Bilder | Hillerschule                                                                                       | Bietigheim, Hillerplatz 2 (Karte)                                                |                                                   | [ 3 ] |    |
| Weitere Bilder | Evangelische Stadtkirche St. Georg                                                                 | Bietigheim, Kirchplatz 4 (Karte)                                                 | 1401                                              | Saalkirche mit überhöhtem Langchor, Westturm und Sakristei. Anstelle der ehemaligen Burgkapelle errichtet diente sie ab 1496 als Pfarrkirche. Geschützt nach § 28 DSchG                                                                          |    |
| Weitere Bilder | Wohnhaus                                                                                           | Bietigheim, Kirchplatz 8 (Karte)                                                 | 1542                                              | Zweigeschossiges Fachwerkhaus mit massivem Erdgeschoss. Mittelalterliche Baureste im Grundmauerwerk. Wurde nach Einsturz des Burgfriedes neu erbaut. Geschützt nach § 2 DSchG                                                                    |    |
| Weitere Bilder | Wohnhaus der Ziegelhütte, Gasthaus zur Linde, Wohnhaus                                             | Bietigheim, Löchgauer Straße 1 (Karte)                                           | im Kern wohl 17. Jahrhundert, bezeichnet mit 1770 | Zweigeschossiges Fachwerkhaus mit massivem Erdgeschoss. Geschützt nach § 2 DSchG |    |
| Weitere Bilder | Hakenhof                                                                                           | Bietigheim, Löchgauer Straße 5 (Karte)                                           | bezeichnet 1775                                   | Gehöft mit zwei Geschossen aus verputztem Fachwerk mit Mansarddach. Geschützt nach § 2 DSchG |    |
| Weitere Bilder | Nebengebäude des Gasthofes Traube                                                                  | Bietigheim, Löchgauer Straße 11/1 (Karte)                                        | um 1830                                           | Zweigeschossiges Gebäude aus Fachwerk, früher als Scheune genutzt, 1994 für Wohnungen um- und ausgebaut. Integrierte Rest der Stadtmauer in der südlichen Traufmauer. Geschützt nach § 2 DSchG                                                   |    |
| Weitere Bilder | Gasthof Traube                                                                                     | Bietigheim, Löchgauer Straße 11 und Löchgauer Straße 13 (Karte)                  | um 1770, bezeichnet 1879                          | Gasthaus in Ecklage mit zwei Geschossen und Mansarddach. Geschützt nach § 2 DSchG |    |
| Weitere Bilder | Wohnhaus                                                                                           | Bietigheim, Löchgauer Straße 23 (Karte)                                          | um 1770                                           | Zweigeschossiges Wohnhaus mit verputztem Fachwerk und Mansarddach. Geschützt nach § 2 DSchG |    |
| Weitere Bilder | Wohnhaus mit Scheune                                                                               | Bietigheim, Löchgauer Straße 25 (Karte)                                          | um 1770                                           | Zweigeschossiges Wohngebäude mit verputztem Fachwerk und Mansarddach. Geschützt nach § 2 DSchG |    |
| Weitere Bilder | Scheune                                                                                            | Bietigheim, Löchgauer Straße 29 zugehörig (Karte)                                | 18./19. Jahrhundert                               | Unverputzte Fachwerkscheune. Geschützt nach § 2 DSchG |    |
| Weitere Bilder | Marktbrunnen (Ulrichsbrunnen)                                                                      | Bietigheim, Marktplatz (Karte)                                                   | 1549/1743                                         | Säulenbrunnen mit Wäppnerfigur des Herzog Ulrich. 1950/51 grundlegend erneuert und 1969 durch Kopie ersetzt. Geschützt nach § 28 DSchG |    |
| Weitere Bilder | Wohn- und Geschäftshaus                                                                            | Bietigheim, Marktplatz 4 (Karte)                                                 | 1748                                              | Zweigeschossiges, verputztes Fachwerkhaus mit massivem Erdgeschoss. Geschützt nach § 2 DSchG |    |
| Weitere Bilder | Gasthaus Friedrich von Schiller                                                                    | Bietigheim, Marktplatz 5 und Marktplatz 6 (Karte)                                | im Kern 17. Jahrhundert                           | Doppelgiebelhaus mit zwei Geschossen. Geschützt nach § 2 DSchG |    |
|                | Turmstumpf, Anbau von Marktplatz 7                                                                 | Bietigheim, Marktplatz 7 zugehörig (Karte)                                       | 14./15. Jahrhundert                               | Massiver, zweigeschossiger Anbau an das Wohn- und Geschäftshaus Marktplatz 7 mit Turm und Mauer im Innern. Geschützt nach § 12 DSchG |    |
| Weitere Bilder | Rathaus, bis ins 19. Jahrhundert auch Kaufhaus                                                     | Bietigheim, Marktplatz 8 (Karte)                                                 | 1507                                              | Dreigeschossiges Fachwerkgebäude mit bemaltem Putz und ehemalige Arkaden im Erdgeschoss. Geschützt nach § 28 DSchG |    |
|                | Stadtspital, Altenheim, Musikschule                                                                | Bietigheim, Metterstraße 36 (Karte)                                              | 1841                                              | Dreigeschossiges Gebäude 1841 als Armen- und Krankenhaus errichtet. Geschützt nach § 2 DSchG |    |
|                | Backhaus                                                                                           | Bietigheim, Metterstraße 38 (Karte)                                              | 1828                                              | Aufgrund der württembergischen Verordnung errichtetes Backhaus. Wohl mit einem Turmstumpf aus der Stadtbefestigung integriert. Geschützt nach § 2 DSchG                                                                                          |    |
| Weitere Bilder | Vogthaus, Pfarrhof (Evangelisches Pfarrhaus)                                                       | Bietigheim, Pfarrstraße 3 (Karte)                                                | um 1625                                           | Zweigeschossiges, verputztes Fachwerkhaus mit massivem Erdgeschoss. Große Hofanlage des wohlhabenden Vogtes Balthas Renner (1556–1633), um 1625 erbaut und seit 1686 Pfarrhaus („Spezialat“). Letzte Renovierung 1994. Geschützt nach § 28 DSchG |    |
| Weitere Bilder | Gestelztes Wohnstallhaus, Wohnhaus                                                                 | Bietigheim, Pfarrstraße 6 (Karte)                                                | 17. Jahrhundert                                   | Dreigeschossiges Fachwerkgebäude mit massivem Erdgeschoss. Kleines Bürgerhaus: Kleinstes erhaltenes Fachwerkhaus der Stadt vom Ende des 17. Jahrhunderts. Wegen des beengten Grundrisses Erschließung über Außentreppe. Geschützt nach § 2 DSchG |    |
| Weitere Bilder | Gestelztes Wohnstallhaus mit Scheune                                                               | Bietigheim, Pfarrstraße 8 (Karte)                                                | im Kern um 1480                                   | Verputztes, dreigeschossiges Fachwerkhaus, das Erdgeschoss massiv ausgeführt. Geschützt nach § 2 DSchG |    |
| Weitere Bilder | Giebelfront                                                                                        | Bietigheim, Pfarrstraße 9 (Karte)                                                | bezeichnet 1687                                   | Giebelfront mit spezifischen Zierformen. Geschützt nach § 2 DSchG |    |
| Weitere Bilder | Wohn- und Gasthaus                                                                                 | Bietigheim, Schieringer Straße 5 (Karte)                                         | bezeichnet 1589                                   | Zweigeschossiges Fachwerkhaus in Ecklage mit massivem Erdgeschoss. Geschützt nach § 2 DSchG |    |
| Weitere Bilder | Posthalterei, Wohnhaus                                                                             | Bietigheim, Schieringer Straße 7 (Karte)                                         | im Kern 17. Jahrhundert                           | Zweigeschossiges Fachwerkgebäude mit massivem Erdgeschoss. Geschützt nach § 2 DSchG |    |
| Weitere Bilder | Wohn- und Geschäftshaus                                                                            | Bietigheim, Schieringer Straße 8 (Karte)                                         | im Kern 16. Jahrhundert                           | Zweigeschossiges Fachwerkgebäude mit Tordurchfahrt. Geschützt nach § 2 DSchG |    |
| Weitere Bilder | Wohnhaus                                                                                           | Bietigheim, Schieringer Straße 11 (Karte)                                        | bezeichnet 1565, im Kern älter                    | Dreigeschossiges Fachwerkhaus in Ecklage. Geschützt nach § 2 DSchG |    |
| Weitere Bilder | Kameralamt (Geistliche Verwaltung), Wohn- und Gasthaus                                             | Bietigheim, Schieringer Straße 13 (Karte)                                        | 1681                                              | Zweiflügeliges Fachwerkgebäude mit drei Geschossen. Geschützt nach § 2 DSchG |    |
| Weitere Bilder | Wohn- und Gasthaus                                                                                 | Bietigheim, Schieringer Straße 15 (Karte)                                        | bezeichnet 1576                                   | Dreigeschossiges Fachwerkgebäude mit zwei Flügeln. Geschützt nach § 28 DSchG |    |
| Weitere Bilder | Türsturz mit Handwerkszeichen                                                                      | Bietigheim, Schieringer Straße 16 (Karte)                                        | 1801                                              | Türsturz im Portal des Anwesens mit Küferzeichen und Namensabkürzung. Geschützt nach § 2 DSchG |    |
| Weitere Bilder | Wohnhaus mit Scheune                                                                               | Bietigheim, Schieringer Straße 18 (Karte)                                        | im Kern 1536/37                                   | Dreigeschossiges Fachwerkhaus mit massivem Erdgeschoss und Tordurchfahrt. Geschützt nach § 12 DSchG |    |
| Weitere Bilder | Wohnhaus                                                                                           | Bietigheim, Schieringer Straße 20 (Karte)                                        | 1687                                              | Dreigeschossiges Fachwerkhaus mit zwei Flügeln. Geschützt nach § 2 DSchG |    |
| Weitere Bilder | Armbrusterhaus (Wachhaus), Waschhaus, Freibank                                                     | Bietigheim, Schieringer Straße 22 (Karte)                                        | erstmals belegt 1765                              | Eingeschossiges Zweckgebäude in Massivbauweise. Im Kern Wachhaus des Schieringer Tores. Geschützt nach § 12 DSchG |    |
| Weitere Bilder | Wohnhaus mit ehemaliger Scheune                                                                    | Bietigheim, Schieringerbrunnenstraße 9 und Schieringerbrunnenstraße 9/1 (Karte)  | bezeichnet 1605                                   | Komplett verputztes, dreigeschossiges Fachwerkhaus in Hanglage. Geschützt nach § 2 DSchG |    |
| Weitere Bilder | Wohnhaus mit Scheune                                                                               | Bietigheim, Schieringerbrunnenstraße 11 und Schieringerbrunnenstraße 9/2 (Karte) | 1. Hälfte 17. Jahrhundert                         | Fachwerkhaus mit zwei Geschossen. Geschützt nach § 2 DSchG |    |
| Weitere Bilder | Wohnhaus mit Scheune                                                                               | Bietigheim, Schieringerbrunnenstraße 13 (Karte)                                  | im Kern 16. Jahrhundert                           | Zweigeschossiges Fachwerkgebäude in Ecklage. Geschützt nach § 2 DSchG |    |
| Weitere Bilder | Hof des Heilig-Geist-Spitals von Markgröningen, Wohnhaus des 2. Stadtpfarrers, Wohnhaus mit Scheun | Bietigheim, Schwätzgäßle 2 (Karte)                                               | frühneuzeitlich                                   | Verputztes Fachwerkgebäude mit zwei Geschossen. Nach Brand ab Obergeschoss 1721 neu aufgebaut. Geschützt nach § 2 DSchG |    |
| Weitere Bilder | Wohnhaus mit Scheune                                                                               | Bietigheim, Schwätzgäßle 11 und Schwätzgäßle 13 (Karte)                          | bezeichnet 1617                                   | Eingeschossiges Fachwerkgebäude mit Satteldach und dazugehöriger Fachwerkscheune. Geschützt nach § 2 DSchG |    |
| Weitere Bilder | Wohnhaus mit Stubenanbau                                                                           | Bietigheim, Schwätzgäßle 14 und Schwätzgäßle 16 (Karte)                          | bezeichnet 1721                                   | Zweigeschossiges Fachwerkhaus mit eingeschossigem Stubenanbau auf der Ostseite. Geschützt nach § 2 DSchG |    |
| Weitere Bilder | Portal und Fenster, Gewölbekeller                                                                  | Bietigheim, Schwätzgäßle 17 (Karte)                                              | um 1500                                           | Schulterbogenportal, kleine Fenstergewände und Gewölbekeller unter dem Haus. Geschützt nach § 2 DSchG |    |
| Weitere Bilder | Wohnhaus                                                                                           | Bietigheim, Turmstraße 18 und 20 (Karte)                                         | 1447/16. Jahrhundert                              | Zweigeschossiges Fachwerkhaus in Ecklage. Wohl einst als Scheune erbaut und im 16. Jahrhundert zum Wohnhaus umgebaut. Geschützt nach § 2 DSchG                                                                                                   |    |
|                | Turmstumpf (ehemaliger Zwingerturm)                                                                | Bietigheim, Zwingerstraße 4 (Karte)                                              | 14./15. Jahrhundert                               | Halbrunder Mauerturm als Teil der äußeren Stadtmauer. Heute von außen nicht mehr sichtbar, sondern wohl in die Wohnhäuser integriert. Geschützt nach § 12 DSchG                                                                                  | BW |

### Einzeldenkmale und Sachgesamtheiten außerhalb der Gesamtanlage
| Bild           | Bezeichnung                                   | Lage                                                             | Datierung | Beschreibung                                             | ID |
| -------------- | --------------------------------------------- | ---------------------------------------------------------------- | --------- | -------------------------------------------------------- | -- |
| Weitere Bilder | Enzviadukt                                    | Bietigheim (Karte)                                               | 1851      | Eisenbahnviadukt über die Enz. Geschützt nach § 12 DSchG |    |
|                | Wohnhaus mit Zahnarztpraxis                   | Bissingen, Bahnhofstraße 113 (Karte)                             | 1953      | Geschützt nach § 2 DSchG                                 |    |
| Weitere Bilder | Evangelische Pfarrkirche St. Kilian           | Bissingen, Kirchstraße 7 (Karte)                                 |           | Geschützt nach § 28 DSchG                                |    |
| Weitere Bilder | Rommelmühle                                   | Bissingen, Flößerstraße 60, 54, 56, 56/1, 58, 60/1, 60/2 (Karte) |           | Geschützt nach § 2 DSchG                                 |    |
| Weitere Bilder | Hiller-Grundschule, Außenstelle Metterzimmern | Metterzimmern, Bietigheimer Straße 20 (Karte)                    |           | [ 3 ]                                                    |    |